# Lagonda 3-Litre
La Lagonda 3-Litre est une automobile produite par Lagonda de 1953 à 1958.